# Let It Be (Kane)
Let It Be is een nummer van de Haagse rockband Kane uit 2002. Het is de tweede single van hun tweede studioalbum So Glad You Made It.
"Let It Be" is een rockballad, en tijdens het schrijven ervan raakte Kane-zanger Dinand Woesthoff geïnspireerd door tex-mex-gitarist Freddy Fender. Het nummer haalde de 10e positie in de Nederlandse Top 40.
- Virtual International Authority File: 5809155105783976320004